# Leon Birnbaum
Leon Birnbaum (n. 18 iunie 1918 – d. 2010) a fost un matematician, inginer, logician și filozof evreu român.

## Biografie
Leon Birnbaum a fost născut la 18 iunie 1918, în Cernăuți, Austro-Ungaria (astăzi în Ucraina), într-o familie de evrei cu vechi și însemnate tradiții culturale.
A terminat Liceul ortodox de băieți „Mitropolitul Silvestru”, din Cernăuți, apoi Facultatea de Științe – Secția Matematică, din Universitatea aceluiași oraș bucovinean. După ocuparea Bucovinei de Nord și a Basarabiei, în 1940, a fost numit profesor de matematică. În 1941, după începerea celui de-Al Doilea Război Mondial, împreună cu familia sa, a fost deportat în Transnistria, în lagărul de la Moghilev-Podolsk. Aici și-a pierdut tatăl, dar, alături de mama sa, a supraviețuit, fiind eliberați în martie 1944 de Armata Roșie. După aceasta s-a înrolat ca voluntar „… considerând că este o datorie sfântă să lupt împotriva nazismului care mi-a omorât tatăl și o mulțime de rude” zice Leon Birnbaum. A luat parte la lupte până în Belorusia, unde, în mlaștinile Pripetului, a fost rănit, apoi spitalizat.
În 1946, s-a întors în România și a fost numit profesor de matematică la Strehaia și Turnu Severin, până în 1949, când a fost transferat în Ardeal, unde, din 1950, este numit profesor de matematică la Liceul „Andrei Mureșanu” și la Liceul de Fete din Dej. Cu timpul, mai obține o licență în Filologie și diploma de inginer în Tehnologia construcțiilor de mașini. Ca urmare, din 1959, a lucrat și ca inginer.
Din anul 1984, este membru al Asociației Internaționale de Cibernetică de la Namur (Belgia), apoi și al Academiei „Ștefan Odobleja”. La  aceste calități a ajuns datorită consecvenței și competenței dovedite în cercetarea științifică, așa precum în „Studiul gândirii n-polare”, ramură a logicii a cărei paternitate și-o asumă.
După studii aprofundate de peste patru decenii, Leon Birnbaum a pus bazele „Logosofiei”, adică a științei gândirii (logicii și algebrei) n-polare – teorie expusă în cartea „Introducere în logosofie”, apărută în 1983 cu prefața logicianului de talie mondială Anton Dumitriu, acesta subliniind că  „…reprezintă un remarcabil și original efort de a explica demersurile logice ale gândirii, mai amplu decât toate încercările de logică matematică făcute până acum”.
După succese cu astfel de ecouri, în 1984, îi apare o nouă carte: „Multa et multum”, cuprinzătoare a mai multor eseuri legate de Ontologie, Epistemologie și Logică. În 1999, editează „Un eseu despre o ontologie finită”, iar în anul 2000 apare și lucrarea „Algebra tripolară și elemente de Algebră cuadripolară”, ce se bucură de recomandări entuziaste ale academicienilor Solomon Marcus și Constantin Ionescu Gulian.
Anul 2001 a fost pentru cercetătorul dejean de o rodnicie fără precedent. I-a mai apărut o carte bilingvă („Cosmologia finită și chestiuni de teosofie și de axiomatică”), o minunată „Introducere în aletheutică”, un volum de „Teatru”, cuprinzător a șapte piese, cu conținut istoric și de actualitate.
Prin studiul ontologic „Leviathan”, conceput în 1992, Leon Birnbaum realizează o deschidere menită a depăși lumea gândirii „bi-polare” (a lui „da” și „nu” sau a lui „bun” și „rău”) și deschide o nouă fereastră spre cunoașterea lumii reale, „n-polare”.
Considerația de care se bucură dejeanul Leon Birnbaum a determinat ca în anii 1986, 1989 și 1992 să fie invitat la Congresele Internaționale de Cibernetică de la Namur, în 1990 să participe la reuniunea „Interkybernetik– 60” de la Poprad (Cehoslovacia).
Ca recunoaștere a activității sale, i-a fost acordat titlul de Cetățean de onoare al Municipiului Dej.
A decedat în anul 2010, la vârsta de 92 de ani, iar începând cu anul 2011, la Liceul Teoretic “Alexandru Papiu Ilarian” din Dej, are loc Concursul de matematică “Leon Birnbaum”, ca prețuire pentru renumele reputatului profesor.

## Opera
(selecție)
- Un eseu despre o ontologie finită / An essay about a finite ontology (ediție bilingvă, româno-engleză), Editura Aletheia, Bistrița, 1999;
- Algebra tripolară și elemente de algebră cuadripolară, 198 p., Editura Aletheia, Bistrița, 2000.
- Cosmologia finită și chestiuni de teosofie și de axiomatică/A Finite Cosmology and Matters of Theosofy and of the Axiomatic (ediție bilingvă, româno– engleză), Editura Aletheia, Bistrița, 2001;
- Introducere în aletheutică, Editura Aletheia, Bistrița, 2001;
- Megaera terestră și antroposfera, Editura Aletheia, Bistrița, 2004;
- https://concursbirnbaum.wordpress.com/